# Panicum scabriusculum
Panicum scabriusculum är en gräsart som beskrevs av Stephen Elliott. Panicum scabriusculum ingår i släktet vipphirser, och familjen gräs. Inga underarter finns listade i Catalogue of Life.

## Bildgalleri

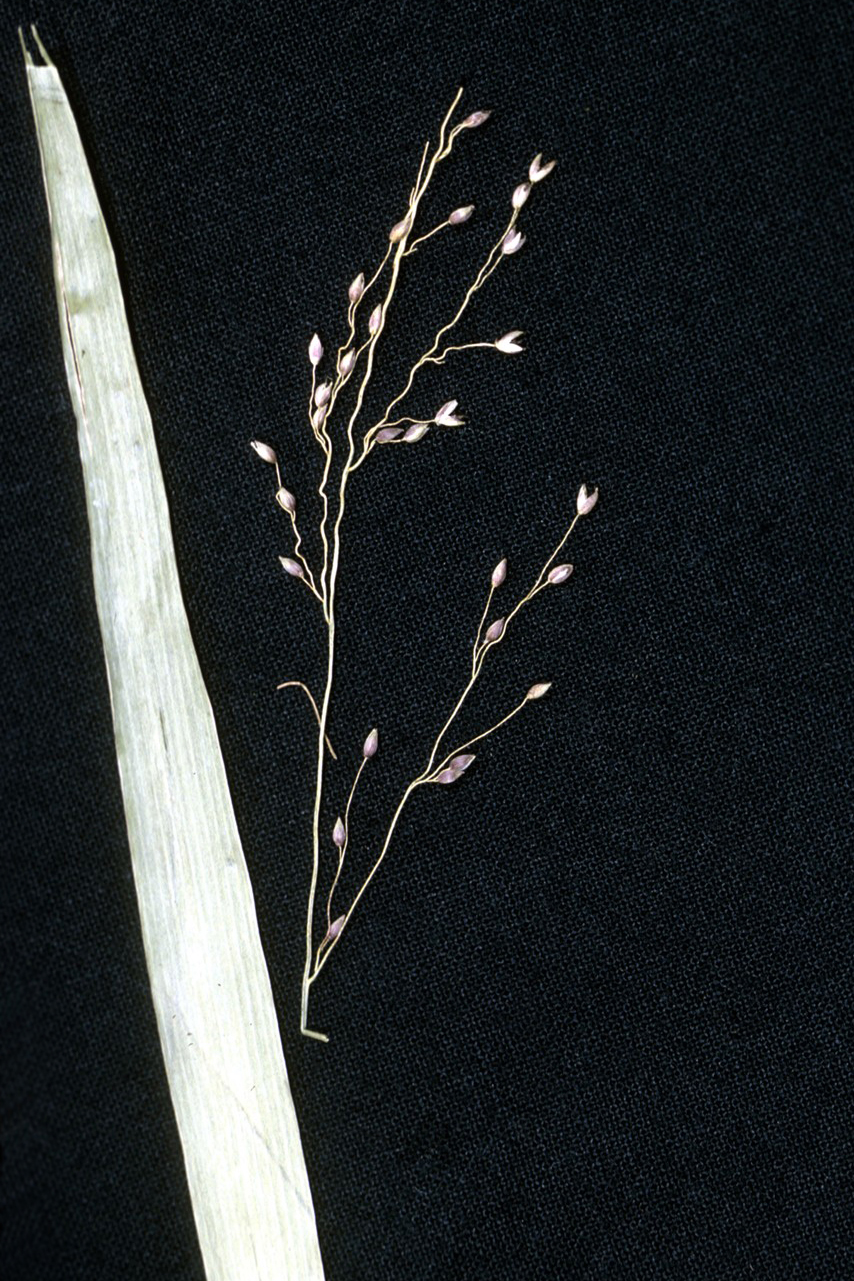